# American Eagle (Marvel Comics)
American Eagle, il cui vero nome è Jason Strongbow, è un personaggio immaginario dei fumetti creato da Doug Moench (testi) e Ron Wilson (disegni), pubblicato negli Stati Uniti d'America dalla Marvel Comics. Esordì nella serie Marvel Two-in-One Annual n. 6 (1981).

## Biografia del personaggio
Jason Strongbow voleva solamente fermare tramite vie legali gli scavi in una miniera sita nella riserva navajo dove viveva. Non riuscendo nel suo intento convinse altre persone a fare una protesta pacifica fuori dalla miniera. La compagnia mineraria era in combutta con il criminale Klaw, che voleva l'uranio all'interno della miniera per rinforzare i suoi poteri sonici. Al fianco di Klaw c'era Ward Strongbow, fratello di Jason con cui ebbe una discussione e una lite poiché il primo non condivide gli ideali di preservazione delle terre Navajo. Klaw provocò un'esplosione all'interno della miniera e la sovrapposizione dell'energia sonica con gli effetti dell'uranio aumentò le capacità fisiche e sensoriali dei due fratelli. Alla fine Ward e Klaw fuggono nella Terra Selvaggia. Jason è invece visto come un eroe dai membri della sua tribù e ispirandosi alla maestosità dell'aquila, decide di assumere l'identità di American Eagle e difendere la nazione Navajo. In seguito Jason si reca nella Terra Selvaggia per inseguire Klaw. Qui assieme alla Cosa, Ka-Zar e Wyatt Wingfoot sconfigge il criminale, ma suo fratello resta ucciso nello scontro.
American Eagle partecipò alla Contesa dei Campioni e aiutò Rom a combattere gli Spettri Neri (Para-militari), ma si concentrò soprattutto nella difesa del suo popolo contro il Pacificatore e i suoi Cavalieri, Jimmy Littlehawk, Alan Sinclair e John Marshall.

### Civil War
Nella saga Civil War, mentre era assieme ad alcuni eroi non registrati, viene attaccato dai Thunderbolts; Jason affronta Bullseye, e nello scontro finisce col metterlo K.O. rompendogli alcune vertebre del collo.

## Poteri e abilità
American Eagle possiede una forza superumana, un'alta resistenza fisica e la capacità di correre a più di 100 km/h. I suoi sensi dell'olfatto, dell'udito e della vista sono ipersviluppati.